# Chevrolet Volt
Der Chevrolet Volt ist ein Plug-in-Hybrid-Fahrzeug der Kompaktklasse des Autokonzerns General Motors. Baugleiche Modelle sind der Opel Ampera (mit der ersten Generation) und der Buick Velite 5 (mit der zweiten Generation).

## 1. Generation (2010–2015)

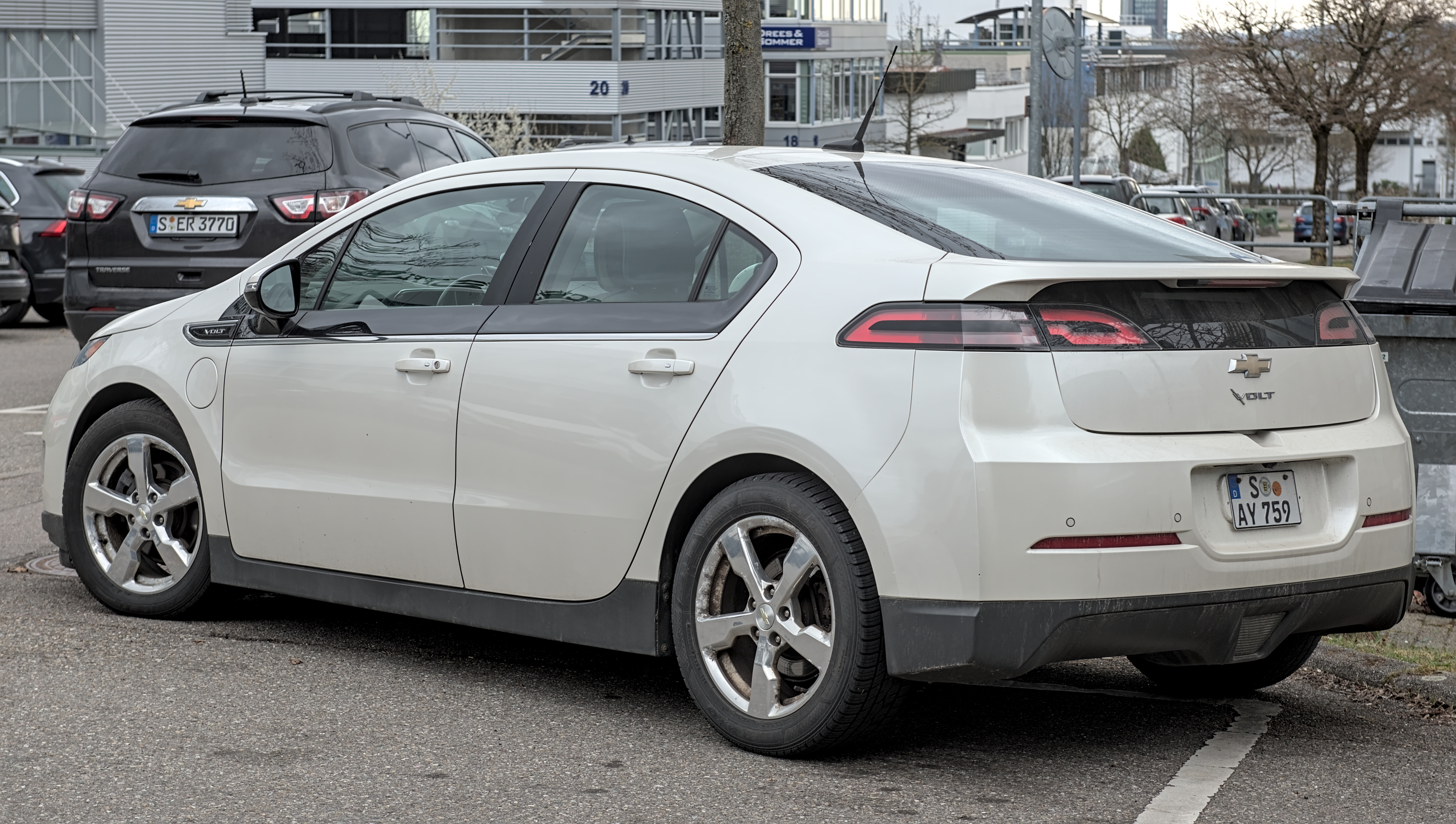
Markantes Heck mit hochliegenden Rückleuchten: Chevrolet Volt

### Modellgeschichte

#### Konzeptfahrzeug
Auf der Detroit Auto Show 2007 wurde unter demselben Namen ein Konzeptfahrzeug gezeigt, mit dem die GM E-Flex-Plattform vorgestellt wurde. Hiermit wurde versucht, Komponenten von Elektro-Autos zu standardisieren, um austauschbare Stromerzeugungssysteme zu ermöglichen. Schon im Ursprungsdesign des Chevrolet Volt wurde ein Elektromotor mit einem 16-kWh-Lithium-Ionen-Akkumulatorsystem kombiniert; ein kleiner Verbrennungsmotor sollte einen 53-kW-Generator antreiben. Da der Elektroantrieb vom Konzept der Ladung unabhängig ist, gab es mehrere verschiedene Optionen für den Verbrennungsmotor. Alte Werbeunterlagen beschrieben einen 1-Liter-3-Zylinder-Motor mit Turboaufladung. Der Treibstoff ruht in einem Satteltank. Als Alternative plante man Motoren die mit Ethanol betrieben werden konnten, einen Dieselmotor der mit Biodiesel kompatibel war und eine Wasserstoff-Brennstoffzelle. Ein Chevrolet Volt als Brennstoffzellenfahrzeug wurde 2007 auf der Shanghai Autoshow gezeigt. Durch die im Vergleich zu Lithium-Ionen-Akkus teureren Brennstoffzellen sei deren Einsatz nicht geplant.

#### Serienfahrzeug
Formal erstmals vorgestellt wurde das Serienfahrzeug im September 2008 auf der Hundertjahrfeier von GM (centennial celebration), öffentlich wurde es im darauffolgenden Monat erstmals auf der Mondial de l’Automobile 2008 gezeigt.
Erste fahrfertige Prototypenfahrzeuge mit der Karosserie des Serienfahrzeugs wurden im Juni 2009 fertiggestellt.
Die Produktion der Akkumulatorpakete für die Serienversion begann am 7. Januar 2010 im GM-Werk Brownstown Township im US-Bundesstaat Michigan, die der Vorserienfahrzeuge im GM-Werk Detroit-Hamtramck Ende März 2010 Etwas danach kündigte die Regierung der USA unter Präsident Barack Obama an die ersten 100 Fahrzeuge zu kaufen. Ab November 2010 wurden die Produktion der verkaufsfähigen Fahrzeuge aufgenommen. Das erste Serienfahrzeug wurde für das GM Heritage Center reserviert; das zweite wurde bis 14. Dezember 2010 auktioniert und erzielte dabei einen Erlös von 225 000 US-Dollar.
Das Serienmodell wurde ab Ende Juli 2010 in den USA ab einem Preis von umgerechnet 32.000 Euro angeboten, in Deutschland ab November 2011 ab 41.950 Euro. Ausgeliefert wurden die ersten Fahrzeuge im Dezember 2010. Nachdem drei Wochen nach einem erfolgreichen Crashtest am 12. Mai 2011 in den USA ein Chevrolet Volt ausbrannte, wurde das Sicherheitskonzept der Traktionsbatterie Ende 2011 überarbeitet. Dies verzögerte den Serienstart des baugleichen Opel Ampera.
Der letzte Chevrolet Volt der ersten Generation wurde im Mai 2015 gebaut.

### Voltec-Antrieb des Serienmodells
Durch den Voltec-Antrieb, der von On-Board-Batterien gespeist wird, wird das Auto von einem Elektromotor mit 111 kW Spitzenleistung bewegt. Die elektrische Reichweite von ca. 60 km solle ausreichen, um die übliche von amerikanischen Pendlern zurückgelegte Strecke bewältigen zu können (ca. 53 km). Das Fahrzeug erreicht eine Höchstgeschwindigkeit von ca. 160 km/h. Der Sprint von 0 auf 100 km/h dauert 8,5 Sekunden. Der Generator wird von einem nicht aufgeladenen 1,4-Liter-4-Zylinder-Ottomotor mit 63 kW (86 PS) maximaler Leistung angetrieben, der erst anspringt, wenn die Batterien weitgehend entladen sind. und die Reichweite um etwa 500 km vergrößert.
GM nennt dies nicht Hybridfahrzeug, sondern Elektrofahrzeug mit Reichweitenverlängerung.
Normalerweise wird der Akkumulator nachts geladen. Der Elektroanschluss ist vorn links neben der Fahrertür mit einem Tankdeckel wie beim Benzintank geschützt. Eine Ladung dauert in Nordamerika (120 Volt, 15 Ampere) etwa 10–12 Stunden und an einem 240-V-Anschluss ca. 4 Stunden. Bei Fahrten, die die Reichweite des Fahrzeugs im Batteriebetrieb übersteigen, wird der Strom vom On-Board-Generator geliefert; überschüssiger Strom (z. B. Bremsenergie) lädt die Akkus.

#### Elektrischer Verbrauch
Den elektrischen Verbrauch ermittelte die US-Behörde für Umweltschutz EPA mit 22,4 kWh/100 km.
Dies entspricht dem Benzinäquivalent von 93 Meilen pro Gallone (mpg) bzw. 2,53 l/100 km bei voller Batterie auf den ersten 35 Meilen (56,3 km).

#### Benzinverbrauch
Der Volt verbraucht Benzin erst, wenn die Akkus entladen sind. Daher sind Verbrauchsangaben abhängig davon, ob der Wagen elektrisch, gemischt oder – bei entladenem Akku mit dem Verbrennungsmotor und den Umweg der Stromerzeugung bewegt wird. In letzterem Fall liegt der Benzinverbrauch bei 37 mpg oder 6,36 l/100 km und bei 60 mpg, entsprechend 3,92 l/100 km benzinäquivalent im kombinierten Betrieb.

### Karosserie
Das Fahrzeug ist 4498 mm lang, 1787 mm breit, 1430 mm hoch und hat einen Radstand von 2685 mm. Die Leermasse beträgt 1715 kg. Es basiert auf der Delta-II-Plattform von GM. Die Karosserie hat fünf Türen und endet mit einem Fließheck.

### Opel Ampera
Der in Europa ab November 2011 erhältliche Opel Ampera ist mit dem Chevrolet Volt technisch identisch.
Der Ampera wurde in Deutschland ab 38.300 Euro angeboten (der Volt kostete in Deutschland ab 42.950 Euro). Dies würde in Deutschland zu einem KfZ-Jahressteuersatz von 28 Euro führen. Opel entwickelt in Mainz-Kastel die Steuerung für die Batterie des Herstellers LG.

#### Technische Daten
| Kenngrößen                                 | Volt                         | Volt |
| Motorkenndaten                             | Motorkenndaten               |      |
| ------------------------------------------ | ---------------------------- | ---- |
| Motorart                                   | Elektromotor + Ottomotor     |      |
| Motorbauart                                | Elektromotor + R4            |      |
| Hubraum                                    | 1398 cm³                     |      |
| Nennleistung E-Motor                       | 111 kW (150 PS) bei 5000/min |      |
| Nennleistung Verbrennungsmotor             | 63 kW (86 PS) bei 4800/min   |      |
| Leistung Gesamtsystem                      | 111 kW (150 PS) bei 5000/min |      |
| max. Drehmoment E-Motor                    | 370 Nm bei 250/min–2800/min  |      |
| max. Drehmoment Verbrennungsmotor          | 126 Nm bei 4250/min          |      |
| Drehmoment Gesamtsystem                    | 370 Nm bei 250/min–2800/min  |      |
| Kraftübertragung                           |                              |      |
| Antrieb, serienmäßig                       | Vorderradantrieb             |      |
| Messwerte                                  |                              |      |
| Höchstgeschwindigkeit                      | 160 km/h                     |      |
| Beschleunigung, 0–100 km/h                 | 8,5 s                        |      |
| Kraftstoffverbrauch auf 100 km, kombiniert | 1,2 l Super                  |      |
| CO2-Emission, kombiniert                   | 27 g/km                      |      |
| Abgasnorm nach EU-Klassifikation           | Euro 5                       |      |

## 2. Generation (2015–2019)

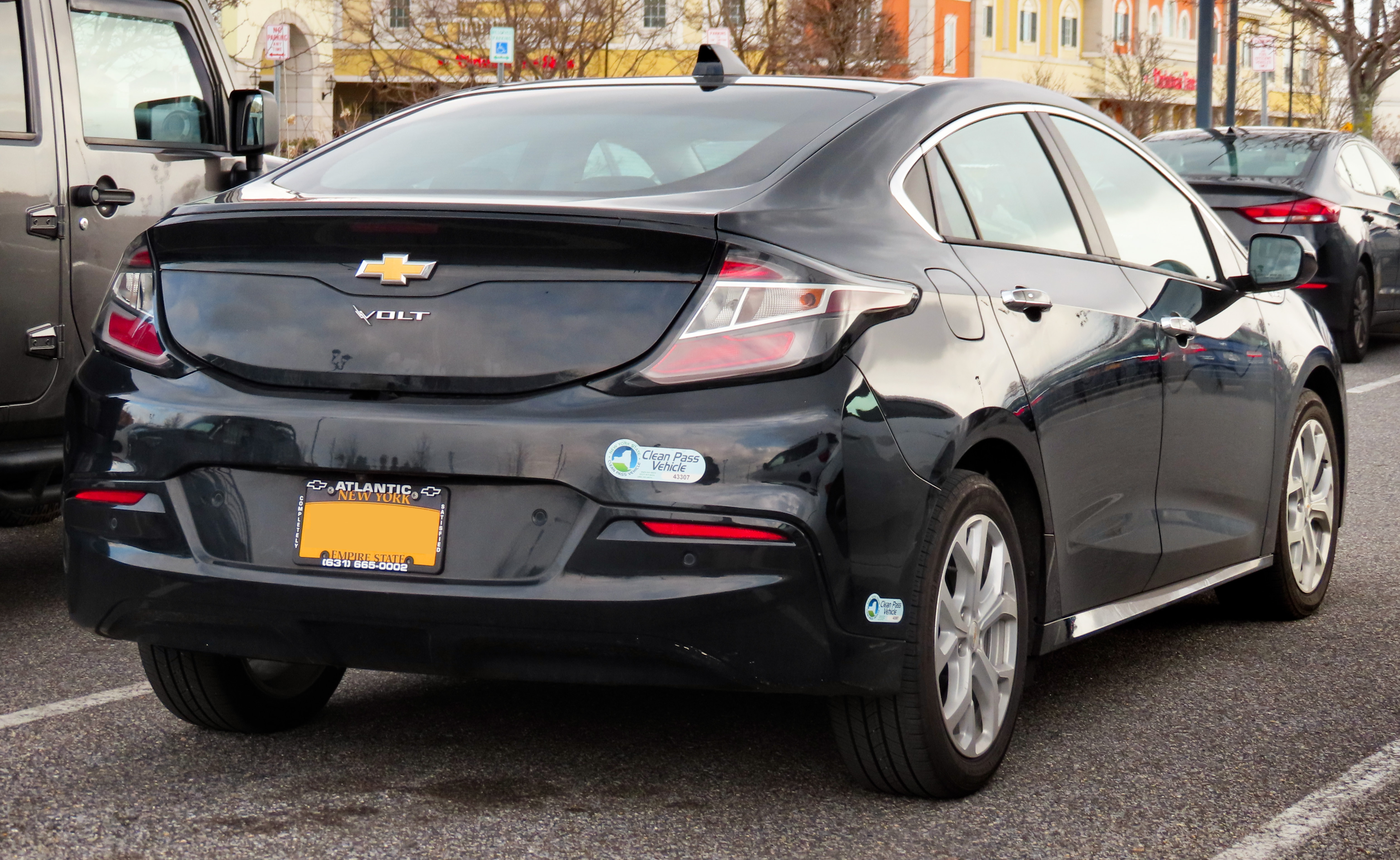
Heckansicht

Die zweite Generation des Volt (interne Typbezeichnung D2JC) wurde im Januar 2015 auf der North American International Auto Show (NAIAS) in Detroit vorgestellt und wurde ab 2015 in den USA, in Kanada und Mexiko verkauft. Das Fahrzeug basiert auf der GM D2XX-Plattfom.
Gegenüber dem Vorgängermodell steigt die elektrische Reichweite auf rund 85 km an. Als Range Extender dient ein 1,5-Liter-Ottomotor mit einer maximalen Leistung von 75 kW (102 PS). Die Systemleistung beträgt weiterhin 110 kW (150 PS).
Im Zuge der Straffung der Modellpalette wurde im November 2018 bekannt, dass der Chevrolet Volt nicht mehr produziert wird. Im Januar 2019 verlautbarte der GM-President Mark Reuss, dass GM keine Hybridfahrzeuge mehr bauen möchte, da sie kein Geld dafür ausgeben möchten, Kunden dazu zu zwingen, mehr Masse zu transportieren, als für ihr Nutzungsprofil notwendig ist, und sich stattdessen auf Elektrofahrzeuge zu fokussieren.
Das Nachfolgemodell des in Europa verkauften Opel Ampera basiert nicht mehr auf dem Chevrolet Volt, sondern auf dem Chevrolet Bolt. Am 15. Februar 2019 wurde schließlich der letzte Volt im GM-Werk Detroit-Hamtramck produziert.

### Buick Velite 5

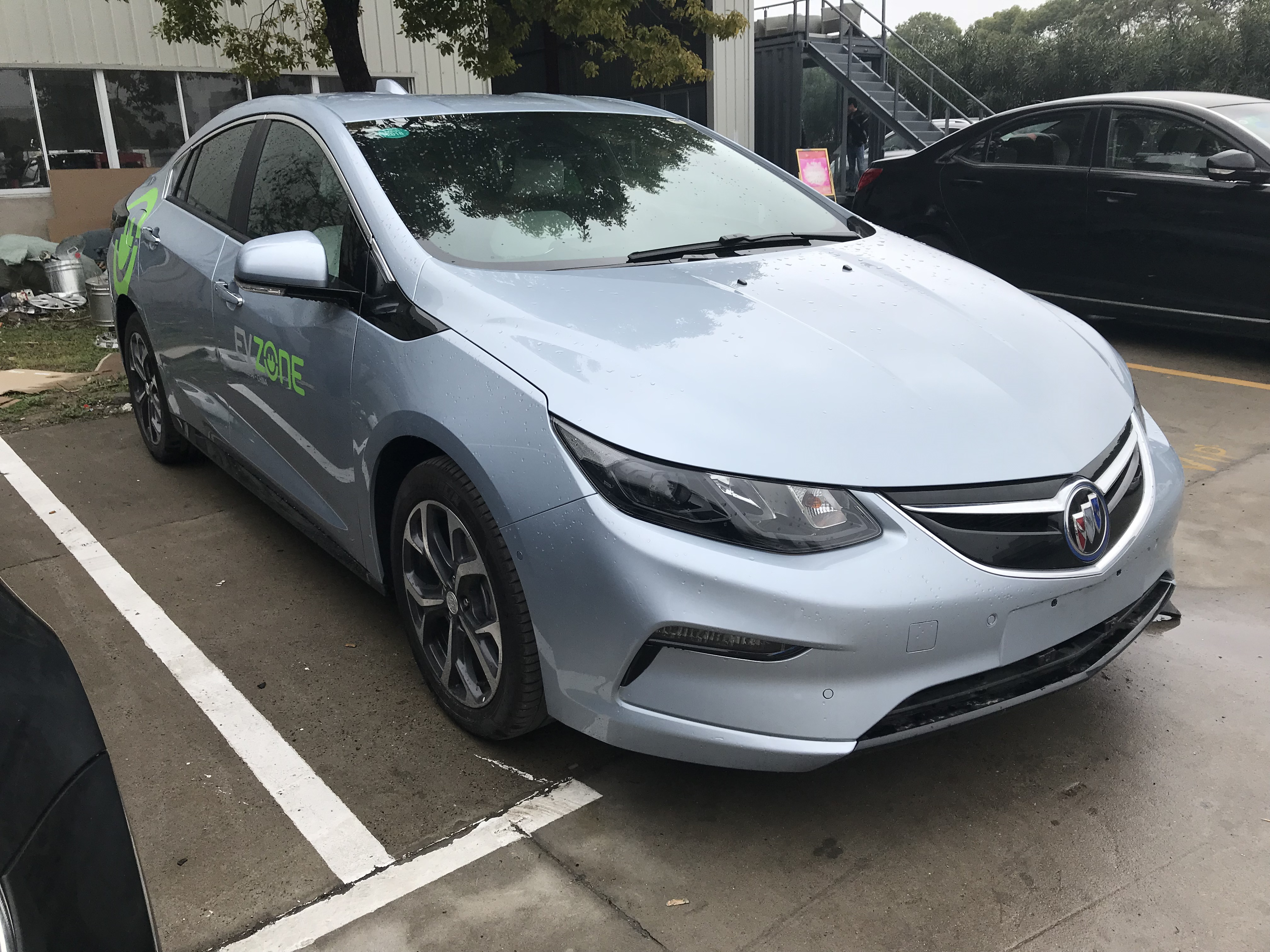
Buick Velite 5

In China wurde die zweite Generation des Volt zwischen 2017 und 2019 als Buick Velite 5 von SAIC General Motors gebaut.

### Technische Daten
|                                             | Chevrolet Volt                               |
| ------------------------------------------- | -------------------------------------------- |
| Bauzeitraum                                 | 10/2015–02/2019                              |
| Motorkenndaten                              |                                              |
| Motorart                                    | Elektromotoren + Ottomotor                   |
| Motorbauart                                 | 2 Elektromotoren + R4                        |
| Hubraum                                     | 1490 cm³                                     |
| max. Leistung Elektromotoren bei min−1      | 87 kW (118 PS) / 4000 + 48 kW (65 PS) / 5000 |
| max. Leistung Verbrennungsmotor bei min−1   | 75 kW (102 PS) / 5800                        |
| max. Systemleistung                         | 110 kW (150 PS)                              |
| max. Drehmoment Elektromotoren bei min−1    | 287 Nm / 0–1000 + 120 Nm / 0–1000            |
| max. Drehmoment Verbrennungsmotor bei min−1 | 138 Nm / 4400                                |
| max. Systemdrehmoment                       | 398 Nm                                       |
| Kraftübertragung                            |                                              |
| Antrieb                                     | Vorderradantrieb                             |
| Getriebe, serienmäßig                       | Planetengetriebe                             |
| Messwerte                                   |                                              |
| Höchstgeschwindigkeit                       | 158 km/h                                     |
| Beschleunigung, 0–100 km/h                  | 8,6 s                                        |
| Kraftstoffverbrauch auf 100 km, kombiniert  |                                              |
| elektrische Reichweite                      | 85 km                                        |
| Reichweite                                  | 675 km                                       |

## Auszeichnungen
Der Chevrolet Volt gewann den Titel „North American Car of the Year 2011“ mit 233 Punkten vor dem Hyundai Sonata mit 163 Punkten und den Nissan Leaf mit 94 Punkten. Des Weiteren ist er „Car of the Year 2012“.

## Absatz
Seit seiner Einführung im Dezember 2010 wurden in den USA über 100.000 Fahrzeuge (Stand Dezember 2016) verkauft.